# Night Call
Night Call este episodul 139 al serialului american Zona crepusculară. Regizat de Jacques Tourneur, a fost difuzat inițial pe 7 februarie 1964. Povestea urmărește o vârstnică care primește apeluri telefonice tulburătoare încontinuu de la o persoană anonimă. Acesta se bazează pe scurta povestire „Long Distance Call” (1961) de Richard Matheson, deși sfârșitul este diferit de textul original.

## Prezentare

### Introducere
| “ | Domnișoara Elva Keene locuiește singură la periferia London Flats, o mică comunitate rurală din Maine. Până acum, existența domnișoarei Keene era redusă la a sta în pat sau în scaunul cu rotile, a citi cărți, a asculta programe radio, a mânca, a dormi, a lua medicamente - și a aștepta să iasă din acest tipar. Domnișoara Keene nu știe încă, dar perioada sa de așteptare tocmai s-a încheiat, căci este pe cale să experimenteze ceva ieșit din comun, prin intermediul a două apeluri telefonice inexplicabile primite în mijlocul unei nopți furtunoase, apeluri telefonice direct prin - Zona crepusculară | ” |

### Intriga
O vârstnică pe nume Elva Keene (Gladys Cooper⁠(d)) primește apeluri telefonice anonime la miezul nopții în timpul unei furtuni. Dacă la primele apeluri aude doar zgomot⁠(d), în cele din urmă aude un bărbat gemând și îi cere în repetate rânduri să-și dezvăluie identitatea. Străinul continuă să o contacteze și repetă constant „Alo?”. În cele din urmă, acesta îi spune „Alo? Unde ești? Vreau să vorbesc cu tine”. Elva, îngrozită, îl imploră pe bărbat să nu o mai deranjeze.
Compania de telefonie urmărește apelurile străinului până la o linie telefonică căzută într-un cimitir.
Elva și menajera sa, care consideră că apelurile sunt cauzate de o conexiune proastă, vizitează cimitirul și descoperă că linia respectivă se află pe mormântul logodnicului ei Brian Douglas. Acesta mărturisește că și-a impus mereu punctul de vedere și a refuzat orice altă opinie, iar Brian i-a respectat deciziile. Logodnicul său a murit cu o săptămână înainte de căsătorie. În acea zi, ea a insistat să conducă, a pierdut controlul mașinii și a lovit un copac. În urma accidentului, Elva rămas paralizată și Brian și-a pierdut viața.
Din moment ce acum poate comunica din nou cu el, nu se va mai simți atât de singură. Ajunsă acasă, această își contactează soțul și îl roagă să-i răspundă. Logodnicul său îi spune că i-a cerut să nu o mai deranjeze și el îi respectă mereu dorințele. În următoarea clipă, conexiunea moare și Elva rămâne singură plângând.

### Concluzie
| “ | Conform Bibliei, Dumnezeu a creat Cerul și Pământul. Este privilegiul bărbatului – și al femeii – de a-și crea propriul Iad privat. Un caz concret, domnișoara Elva Keene, care culege ce a semănat, tristă, dar mai înțeleaptă, datorită unei lecții dureroase despre responsabilitate transmisă din Zona crepusculară. | ” |